# 腸よ鼻よ
『腸よ鼻よ』（ちょうよはなよ）は島袋全優による日本の闘病ギャグエッセイ漫画。コミックスマートが運営するウェブコミック配信サイト『GANMA!』において、2017年6月30日から2023年4月14日まで隔週金曜日更新で連載された。また、単行本がKADOKAWAより刊行されている。
漫画家を目指していた学生時代に潰瘍性大腸炎と診断された作者の闘病生活をコミカルに描く。なお作者は連載開始前の6月22日に、緊急手術を経てICUから出てきたことを自身のTwitterで報告するなど、緊急入院（作者いわく取材）で休載することが少なくなかった。
2019年に行われた第5回次にくるマンガ大賞のWebマンガ部門において3位にランクインした。

## 登場人物

### 主要なキャラクター
島袋 全優（しまぶくろ ぜんゆう）
沖縄県出身の女性漫画家。本作のヒロインにして作者。バーにおいて自身が大腸を摘出していることを告白し、潰瘍性大腸炎を患った学生時代から続くマンガ家を目指しながらの闘病生活の回想を語るのが本作の始まりである。ストーリー中では主に学生時代の全優が登場する。現在の全優はバブル時代風のメイクとファッションをした女性、学生時代の全優はお下げ髪の少女の姿で描かれている。
2019年8月31日に最終結果が発表された「GANMA!総選挙2019」で5位に入り、GANMA!5（応援大使）の1人に選ばれる。
S先生
全優がセカンドオピニオンを受け、転院した病院の医師。眼帯をつけヒゲを生やした老軍人風の男性として描写されている。ワイルドで厳しさと優しさを併せ持つ。
ドクターZ
全優が大腸全摘出手術をする事を決めた際に担当になった医師。頬が痩せこけ咳が酷く忙しさから口内炎から血が出るなど頼りないところが目立つが患者の話をちゃんと聞いて励ますなど優しい先生である。
ドクターA
難治性瘻孔になって以後の担当医。三重県の大学病院の准教授。ゴーグル風の眼鏡をかけており、表情の変化に乏しい。チームを率いて全優の治療に当たる。

### 全優の家族
全優の母
全優の病気に非常に心を痛めており、すぐに自分を責めたり取り乱して号泣してしまう。
全優の父
顔が濃く、綺麗な目をしたホテルのシェフ。全優の病気は自分の不幸体質が招いたものだと思っている。
全優の兄
全優と仲が良く、転院の準備などを手伝ってくれる。
全優の姉
全優のことを「全くん」と呼び、溺愛している。
全優の祖母
単行本一巻の書き下ろし漫画に登場。第六感が鋭く、全優が祖母を心配させまいと入院したことを伏せていても必ず気づいてしまう。全優にも聞き取れないほどのネイティブな沖縄弁で話す。

### 医療関係者
最初の担当医
全優が最初にかかった病院の医師。潰瘍性大腸炎を単なる腸炎と誤診して病状を悪化させる、セカンドオピニオンに必要な内視鏡写真を白黒で提出するなど数々の医療ミスを引き起こす。
山田先生
S先生の不在中に全優を担当した研修医。ことあるごとに研修医であることを卑下する一方、ツッコミは鋭い。
クデケン
大腸摘出後パウチをつけた全優に保護剤や自分に合ったパウチがどれなのかをクイズ形式で出していくストーマ専門看護師。デスゲーム主催者のような仮面(因みに額の真ん中はパウチの面板、額の周囲の模様は人工肛門を模している)と黒いマントの下に普通に看護服を着ており夜勤担当もしている。
マタヨシ
看護師。全優とは仲が良く、よく全優の病室でサボりに来たり、自分が入院したときは点滴を止めて全優の病室に遊びに行くなど自由な性格をしている。麻雀が好き。

### 編集部
編集M
全優の最初の担当編集者。出張編集部にやってきた全優の原稿を見て、ギャグ漫画を描く才能を見出した。その姿はエヴァンゲリオンのようなシルエットで描写される。普段は片言で喋るが、作品を品評する際は突然流暢な口調になる。気に入ったネームを食べる。
編集K
全優の2人目の担当編集者。編集Mが異動になりその際仕事を引き継ぐ。山口県出身で山口県のシルエット模様の布で顔全体を覆った姿で描写されている。編集Mに比べると全体的にフランクな性格。

### その他のキャラクター
マスター
バーのマスター。口ひげをたくわえた渋い初老の男性。全優の腸を気遣い、酒ではなくヤクルトを出すこともある。
ボブ
バーで全優の隣に座っている米兵と思われる黒人男性。全優の話に相槌を打ったり、あまりの壮絶さに絶句するなどのリアクションを見せる。
スーさん
全優の友人。全優にデビューのきっかけとなる出張編集部の情報を命がけで伝えた。当初は一度きりのゲストキャラのはずだったが、予想外に良いキャラクターに仕上がったためその後も継続して登場することになった。

## 書誌情報
- 島袋全優 『腸よ鼻よ』KADOKAWA、全10巻
  1. 2019年9月13日発売[4][5]、ISBN 978-4-04-735777-8
  2. 2019年11月29日発売[6]、ISBN 978-4-04-735851-5
  3. 2020年6月30日発売[7]、ISBN 978-4-04-736172-0
  4. 2021年3月4日発売[8]、ISBN 978-4-04-736511-7
  5. 2021年9月9日発売[9]、ISBN 978-4-04-736779-1
  6. 2022年3月10日発売[10]、ISBN 978-4-04-736956-6
  7. 2022年9月15日発売[11]、ISBN 978-4-04-737195-8
  8. 2023年3月16日発売[12]、ISBN 978-4-04-737427-0
  9. 2023年8月18日発売[13]、ISBN 978-4-04-737619-9
  10. 2023年9月22日発売[14]、ISBN 978-4-04-737620-5